# Дом-музей Мамеда Саида Ордубади (Баку)
Дом-Музей Мамеда Саида Ордубади — дом, в котором жил известный азербайджанский литератор Мамед Саид Ордубади с 1938 года до самой своей смерти в 1950 году. Музей располагается по адресу город Баку, Ул., Хагани 19. В настоящее время музей находится под управлением Министерства культуры.

## История
В 2006 году- Музей был закрыт на реконструкцию.
В 2009 году, по случаю 30-летия со дня создания музея, начался подбор экспозиции.

## Экспозиция
В фонде музея собраны около 2000 экспонатов. 300 из них демонстрируются в экспозиции музея. Экспозиция расположена в двух комнатах общей площадью 60 м². В первой комнате была собрана коллекция картин, фотографий, картин с масляными красками и книгами, в том числе предметы домашнего обихода, мебель, а также знаменитые исторические романы. Общий вид комнаты сохранился таким же, как и в последние несколько минут жизни писателя. Во второй комнате жил сам писатель. Эта комната отражает творчество М. С. Ордубади. Зрители музея также могут познакомиться с макетом дома, где родился писатель в Нахчыване. В дополнение к культурным и образовательным учреждениям, музей также исследует культурное наследие М.Ордубади.